# HTR2B
HTR2B (англ. 5-hydroxytryptamine receptor 2B) – білок, який кодується однойменним геном, розташованим у людей на короткому плечі 2-ї хромосоми.  Довжина поліпептидного ланцюга білка становить 481 амінокислот, а молекулярна маса — 54 298.
| 10         |  | 20         |  | 30         |  | 40         |  | 50         |
| ---------- |  | ---------- |  | ---------- |  | ---------- |  | ---------- |
| MALSYRVSEL |  | QSTIPEHILQ |  | STFVHVISSN |  | WSGLQTESIP |  | EEMKQIVEEQ |
| GNKLHWAALL |  | ILMVIIPTIG |  | GNTLVILAVS |  | LEKKLQYATN |  | YFLMSLAVAD |
| LLVGLFVMPI |  | ALLTIMFEAM |  | WPLPLVLCPA |  | WLFLDVLFST |  | ASIMHLCAIS |
| VDRYIAIKKP |  | IQANQYNSRA |  | TAFIKITVVW |  | LISIGIAIPV |  | PIKGIETDVD |
| NPNNITCVLT |  | KERFGDFMLF |  | GSLAAFFTPL |  | AIMIVTYFLT |  | IHALQKKAYL |
| VKNKPPQRLT |  | WLTVSTVFQR |  | DETPCSSPEK |  | VAMLDGSRKD |  | KALPNSGDET |
| LMRRTSTIGK |  | KSVQTISNEQ |  | RASKVLGIVF |  | FLFLLMWCPF |  | FITNITLVLC |
| DSCNQTTLQM |  | LLEIFVWIGY |  | VSSGVNPLVY |  | TLFNKTFRDA |  | FGRYITCNYR |
| ATKSVKTLRK |  | RSSKIYFRNP |  | MAENSKFFKK |  | HGIRNGINPA |  | MYQSPMRLRS |
| STIQSSSIIL |  | LDTLLLTENE |  | GDKTEEQVSY |  | V          |  |            |

A: Аланін

C: Цистеїн

D: Аспарагінова кислота

E: Глутамінова кислота

F: Фенілаланін

G: Гліцин

H: Гістидин

I: Ізолейцин

K: Лізин

L: Лейцин

M: Метіонін

N: Аспарагін

P: Пролін

Q: Глутамін

R: Аргінін

S: Серин

T: Треонін

V: Валін

W: Триптофан

Кодований геном білок за функціями належить до рецепторів, g-білокспряжених рецепторів, білків внутрішньоклітинного сигналінгу. 
Задіяний у такому біологічному процесі як поліморфізм. 
Локалізований у клітинній мембрані, мембрані, клітинних контактах, синапсах, синаптосомах.